# Kuntoji, Ron
Kuntoji là một làng thuộc tehsil Ron, huyện Gadag, bang Karnataka, Ấn Độ.